# Radiměř
Radiměř (en allemand : Böhmisch Rothmühl) est une commune du district de Svitavy, dans la région de Pardubice, en République tchèque. Sa population s'élevait à 1 209 habitants en 2024.

## Géographie
Radiměř se trouve à 7 km au sud-ouest de Svitavy, à 60 km au sud-est de Pardubice et à 149 km à l'est-sud-est de Prague.
La commune est limitée par Vendolí au nord, par Hradec nad Svitavou au nord-est, par Březová nad Svitavou au sud-est, par Banín et Stašov au sud, et par Pomezí à l'ouest.

## Histoire
La première mention écrite du village date de 1291.

## Galerie

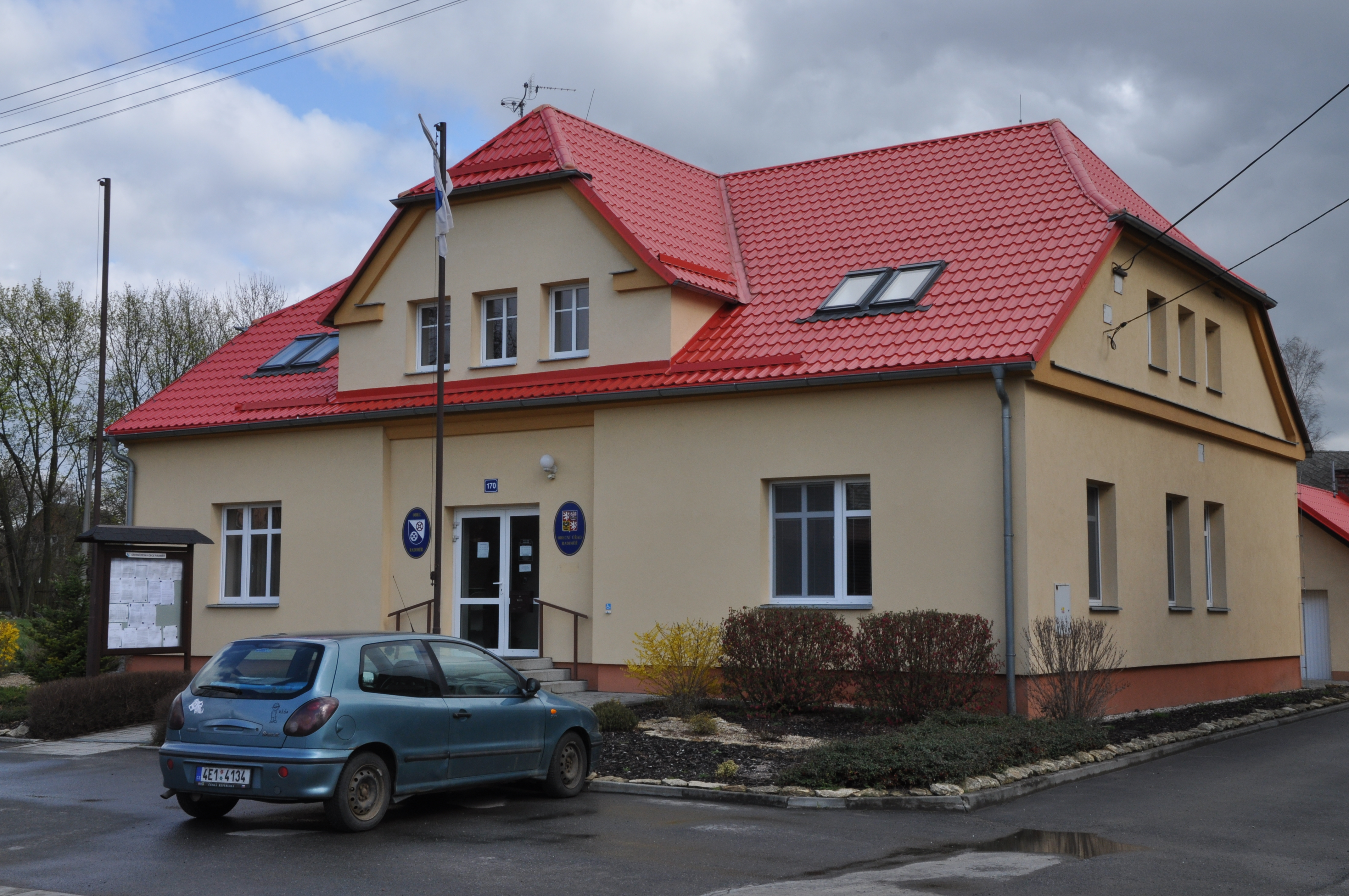
Radiměř : la mairie.
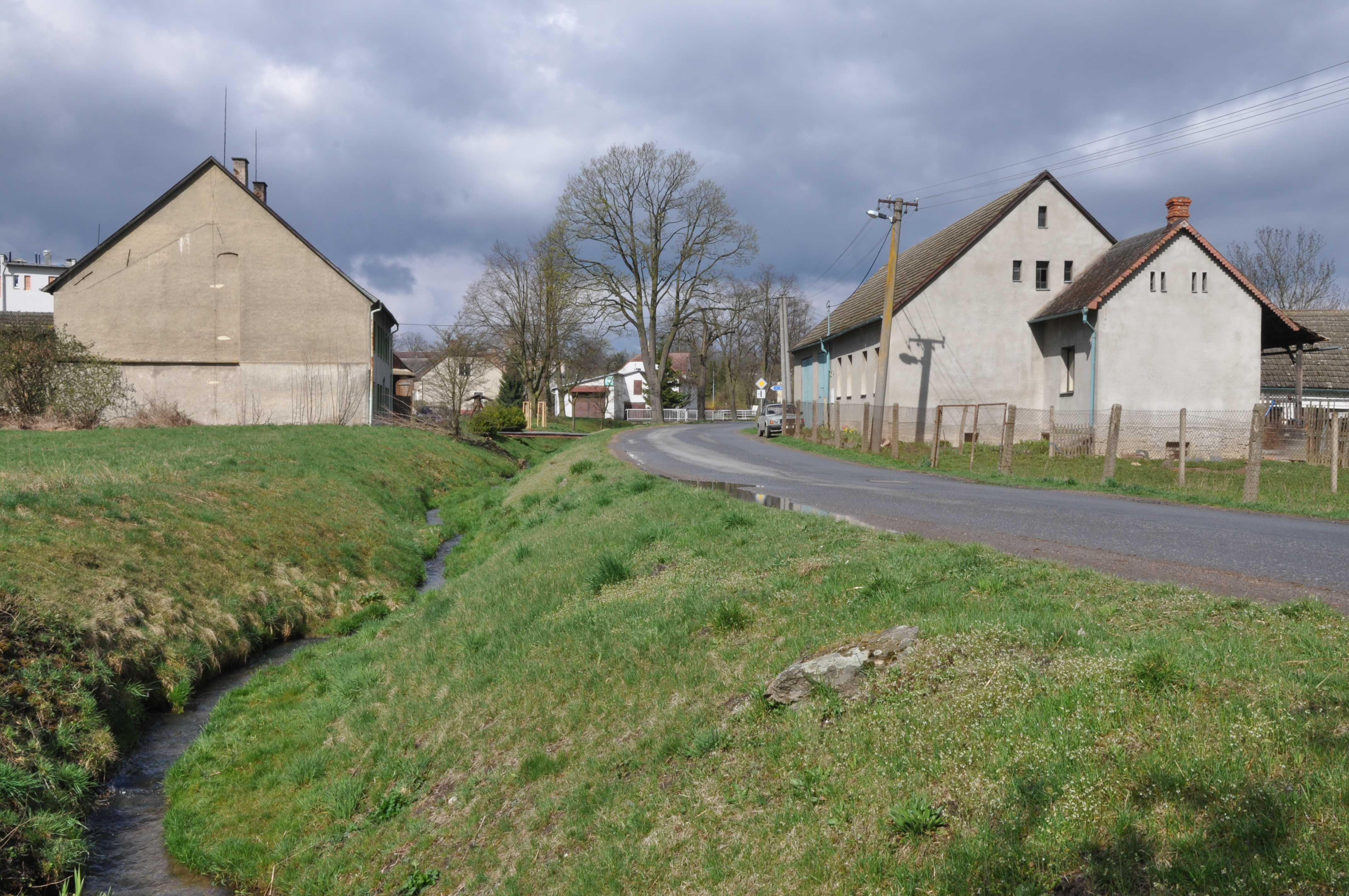
Rue de Radiměř.

## Transports
Par la route, Radiměř se trouve à 4 km de Hradec nad Svitavou, à 14 km de Svitavy, à 77 km de Pardubice et à 192 km de Prague. 